# GE AC4400CW形ディーゼル機関車
GE AC4400CWは、GEトランスポーテーション・システムが製造した電気式ディーゼル機関車（ディーゼル・エレクトリック方式）である。出力は4400馬力、交流モーターと1軸1インバータ駆動の6動軸を持ち、軸配置はC-C。1993年から2004年にかけて2598両が製造され、北アメリカの鉄道各社に納入された。2005年時点で、ノーフォーク・サザン鉄道およびカナディアン・ナショナル鉄道を除いた一級鉄道各社が1両以上の本形式を所有している。
2005年1月1日から鉄道車両の排出規制が強化されたため、以後の増備はエボリューション・シリーズのES44ACに移行している。

## 解説

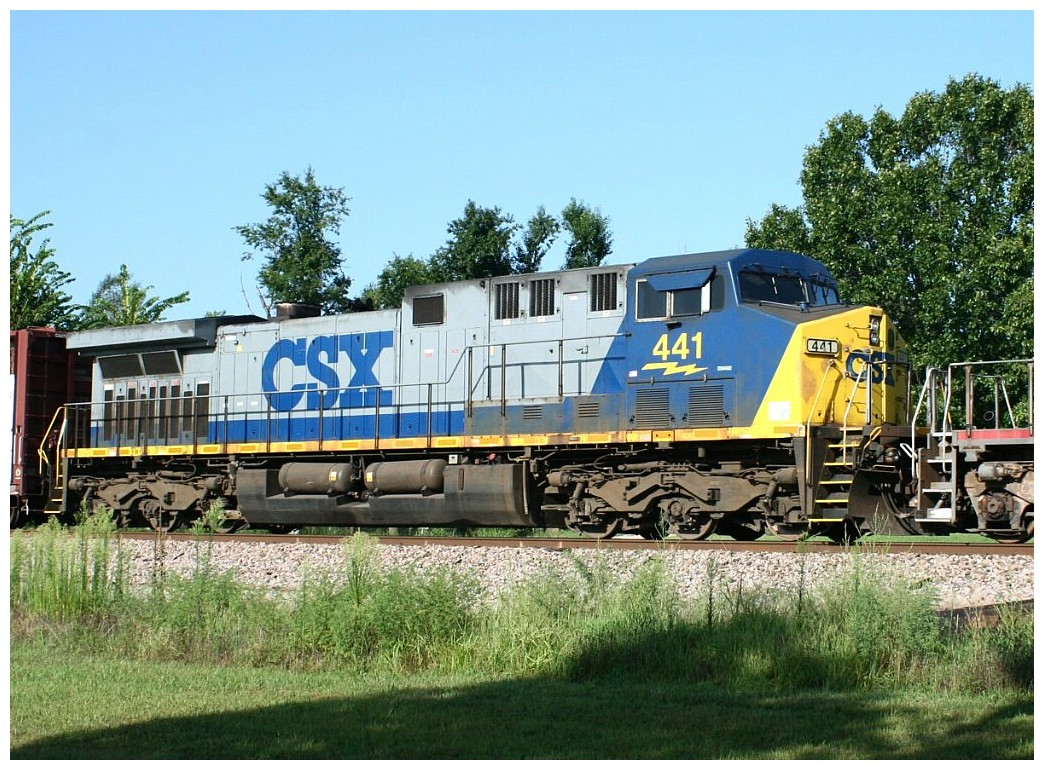
CSX #441 前方からみた写真。

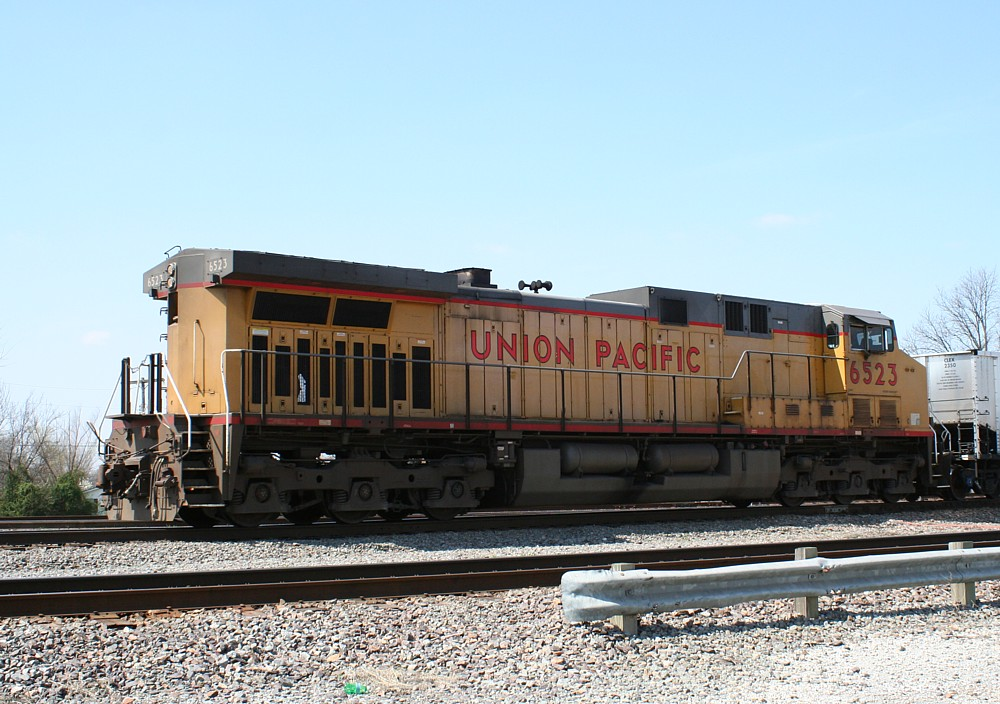
UP #6523 後方からみた写真。

同社製のDash 9-44CWと外観および搭載機器の大部分は同じであり、異なるのは直流モーターではなく交流モーターを搭載している点である。車体左側（助士席側）のランボード上に6基のインバータを搭載するため、従来その位置にあった運転室のエアコンは運転室下に搭載された。
本形式は、GE製では初めて自己操舵台車をオプションとしてラインナップに加えた。自己操舵台車は粘着を増し、レール頭面の摩耗を減少させるメリットがあり、CSXトランスポーテーション、カンザス・シティ・サザン鉄道(KCS)、カナディアン・パシフィック鉄道（CPR）、カルティエ鉄道（QCM、カナダ）、フェロメックス（FXE、メキシコ）、フェロスール（FSRR、メキシコ）で採用されている。
CSXトランスポーテーションは、牽引力向上のために機関車重量を2万ポンド（約9072kg）増加させたものを大量に増備した。これらの車両は2006年から2007年にかけて高牽引力に対応したソフトウェアに更新され、形式名もCW44ACからCW44AHに変更されている。

## 導入事業者
2006年8月21日現在、AC4400CWを所有する運営会社および両数は下記の通り。
| 鉄道会社                                         | 両数 | 備考                                                                                 |
| ------------------------------------------------ | ---- | ------------------------------------------------------------------------------------ |
| ユニオン・パシフィック鉄道                       | 1338 | サザン・パシフィック鉄道およびシカゴ・アンド・ノースウェスタン鉄道からの継承車多数。 |
| CSXトランスポーテーション                        | 615  | 社内呼称はCW44AC。牽引力向上車はCW44AHに形式変更。                                   |
| BNSF鉄道                                         | 121  |                                                                                      |
| カナダ太平洋鉄道                                 | 447  | 4両は2010年の映画「アンストッパブル」の撮影に使用。                                  |
| カルティエ鉄道                                   | 17   |                                                                                      |
| フェロメックス                                   | 75   |                                                                                      |
| フェロスール                                     | 38   |                                                                                      |
| カンザス・シティ・サザン鉄道                     | 175  |                                                                                      |
| ケベック・ノースショア・アンド・ラブラドール鉄道 | 12   | 車番は415 - 426。                                                                    |